# 南山案

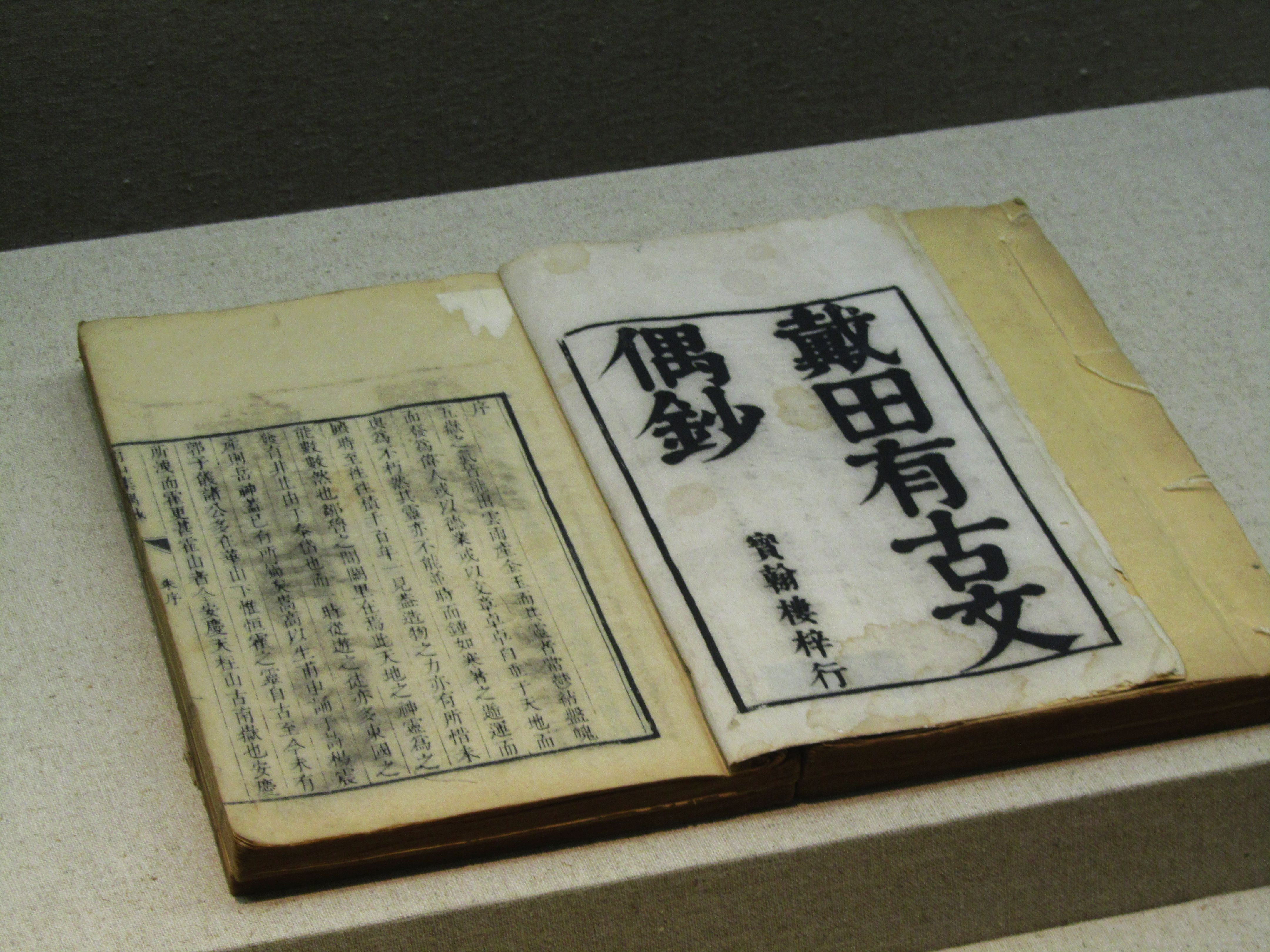
《南山集偶抄》，扉页题“戴田有古文偶钞”，宝翰楼梓行，书口上刻“南山集偶钞”，藏于合肥安徽博物院。

南山案，發生於清聖祖康熙五十二年（1713年）的文字獄，由左都御史趙申喬舉發。趙舉發翰林戴名世的作品《南山集》“狂妄不謹”、“語多狂悖”，與莊廷鑨明史案並稱“清朝江浙兩大獄”。後戴名世被斬。

## 事件經過
康熙四十一年（1702年），戴南山在《南山集》的〈与余生书〉中引用了方孝标的《滇黔纪闻》，而《滇黔纪闻》中使用了永曆的年号。
康熙五十年（1711年）十月，都御史赵申乔参奏：“题为特参狂妄不谨之词臣，以肃官方，以昭法纪事。……翰林院编修戴名世，妄窃文名，恃才放荡。前为诸生时，私刻文集，肆口游谈，倒置是非，语多狂悖，逞一时之私见，为不经之乱道。徒使市井书坊翻刻贸鬻，射利营生。识者嗤为妄人，士林责其乖谬。圣明无微不察，谅俱在洞鉴之中。今名世身府异数，叨列巍科，犹不追悔前非，焚削书板。似此狂诞之徒，岂容滥厕清华！臣与名世素无嫌怨，但法纪所关，何敢徇隐不言。……”，康熙五十二年二月，戴名世因此被斬，方苞免死，以布衣参加修撰工作，劉灝等因《南山集》案牽連入獄。
全祖望的《江浙两大狱记》写：“桐城方孝標……遇赦歸，入滇，受吳逆偽翰林承旨。吳逆敗，孝標先迎降，得免死，因著《鈍齋文集》《滇黔紀聞》，極多悖逆語。戴名世見而喜之，所著《南山集》，多采錄孝標所記事，尤雲鍔、方正玉為之捐貲刊行。”又《前侍郎桐城方公（苞）神道碑铭》曰：“宗人方孝标者，故翰林，失职游滇中，陷贼而归，怨望，语多不逊，里人戴名世《日记》多采其言。”
南山案是康熙除鰲拜而親政以來發生的較重大的文字獄，此案最後只斬首戴南山一人，康熙以牽連太廣，“覽奏惻然”，原定處死者皆改流放，“得旨而全活者，三百馀人”，這顯示康熙已將重點放在籠絡士大夫身上。

## 評論
雍正帝未登基時曾閱讀《滇黔紀聞》和《南山集》二書，認為：“雖皆非臣子之所宜言，實無悖逆之語，當時刑部復旨，亦未謂此外更有違礙之詞，故亦以為冤。”雍正元年（1723年）特詔：“凡此案牽連隸旗籍者，盡得釋歸。”然而，方登嶧之子方式濟已於康熙五十六年（1717年）病歿於黑龍江卜魁（今齊齊哈爾）。雍正六年，方登嶧亦病歿於卜魁，卒後始有詔赦歸。